# Італійська школа алгебричної геометрії
В історії математики словосполучення італійська школа алгебричної геометрії сточується робіт протягом більш ніж піввікового періоду (розквіт припав приблизно на 1885—1935) вчених різних країн в галузі біраціональної геометрії, зокрема, теорії алгебричних поверхонь. Було приблизно 30—40 провідних математиків, які зробили найбільший внесок у цей напрям, з яких приблизно половина дійсно були італійцями. Лідерами цієї школи вважають римських математиків Гвідо Кастельнуово, Федеріго Енрікеса і Франческо Севері, роботи яких містили глибокі відкриття і визначили стиль наукової школи.

## Алгебричні поверхні
Особливу увагу до алгебричних поверхонь — алгебричних многовидів розмірності 2 — викликала побудова повної геометричної теорії алгебричних кривих (розмірності 1): близько 1870 з'ясовано, що теорія кривих разом з теорією Брілля — Нетера тягне за собою теорему Рімана — Роха і всі її уточнення (через геометрію тета-дивізора).
Класифікація алгебричних поверхонь була сміливою й успішною спробою повторити класифікацію кривих за їхнім родом g. Вона відповідає грубій класифікації: g= 0 (проєктивна пряма); g = 1 (еліптична крива); і g > 1 («кренделі» з незалежними голоморфними 1-формами). У випадку поверхонь класифікація Енрікеса була поділом на п'ять подібних великих класів, три з яких були аналогами класів кривих, а ще два — еліптичні розшарування і K3-поверхні, як їх називають тепер — є разом з двовимірними абелевими многовидами «проміжною територією». Ця класифікація породила деяку кількість знакових ідей, які сучасною мовою комплексних многовидів сформулював Куніхіко Кодайра у 1950-х, і поліпшили, щоб включити явища, які виникають у простій характеристиці Оскар Зарицький, школа Шафаревича та інші близько 1960. Також отримано версію теореми Рімана — Роха для поверхонь.

## Проблеми в основах
Деякі доведення, отримані в рамках італійської школи, нині не вважають задовільними з причин труднощів у основах цієї науки. Таким є, наприклад, часте використання італійськими математиками біраціональних реалізацій у розмірності три поверхонь, які мають неособливі реалізації тільки за вкладання в проєктивні простори вищої розмірності. Щоб обійти ці питання, розроблено витончені методи роботи з лінійними системами дивізорів (фактично, теорію лінійних розшарувань для гіперплоских перетинів можливих вкладень у проєктивні простори). Багато сучасних технік виявлено в зародковому вигляді, і в багатьох випадках виразне висловлення цих ідей перевищило технічні можливості мови.

## Геометри

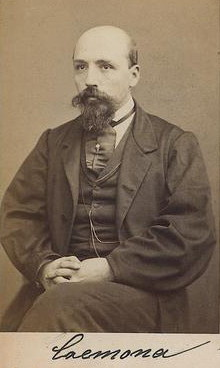
Луїджі Кремона

За Гверраджіо та Настасі (стор. 9, 2005) Луїджі Кремону «вважають засновником італійської школи алгебричної геометрії». Пізніше вони пояснюють, що в Турині співпраця Д'Овідіо і Коррадо Сеґре «привела зусиллями їх або їхніх учнів, італійську алгебричну геометрію до повної зрілості». Учень Сеґре, Г. Ф. Бейкер писав (1926, с. 269), що [Коррадо Сегре] «можна назвати батьком цієї чудової італійської школи, яка досягла настільки багато в біраціональній теорії алгебричних множин». Про це Бригалья і Чіліберто (2004) кажуть: «Сеґре очолював і просував вперед школу геометрії, яку Луїджі Кремона заснував 1860 року». За даними проєкту «Математична генеалогія» справжня плодючість школи почалася з Гвідо Кастельнуово і Федеріго Енрікеса. У США багатьох учнів виховав Оскар Зарицький.
Список математиків італійської школи включає також таких італійців: Джакомо Альбанезе, Евдженіо Бертіні, Кампеделлі, Оскар Кізіні, Мікеле Де Франчіс, Паскуале дель Пеццо, Беньяміно Сеґре, Франческо Севері, Гвідо Заппа (також вагомий внесок зробили Джино Фано, Розаті, Тореллі, Джузеппе Веронезе).
В інших країнах у подібних галузях працювали Генрі Фредерік Бейкер і Патрік Дю Валь (Велика Британія), Артур Байрон Кобл (США), Жорж Умбер і Шарль Еміль Пікар (Франція), Люсьєн Годо (Бельгія), Герман Шуберт і Макс Нетер, а пізніше Еріх Келер (Німеччина), Ієронім Георг Цейтен (Данія), Болеслав Корнелійович Млодзієвський (Росія).
Ці люди працювали швидше в алгебричній геометрії, ніж у гонитві за проєктивною геометрією як синтетичною геометрією, яка в той період була величезного масштабу, але, з історичної точки зору, безперспективним напрямком досліджень.

## Прихід топології

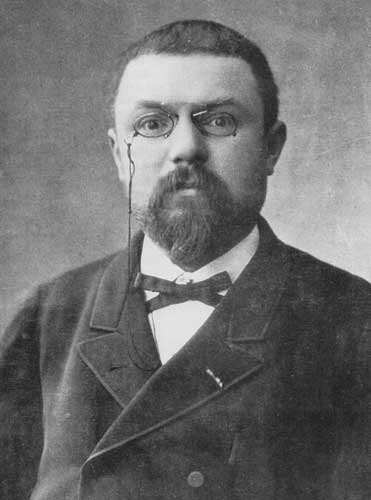
Анрі Пуанкаре

Нова алгебраїчна геометрія, спадкоємиця італійської школи, відрізнялася також інтенсивним використанням алгебричної топології. Основоположником цієї тенденції був Анрі Пуанкаре; у 1930-ті її розвинули Лефшец, Годж і Тодд. Сучасний синтез зблизив їхні роботи, а також школи Анрі Картана, Вей-Лянга Чжоу і Куніхіко Кодайри, з традиційним матеріалом.

## Занепад школи
У ранні роки італійської школи, за Кастельнуово, стандарти строгості були в ній такими ж високими, як у всій іншій математиці. За Енрікеса стало вважатися допустимим використовувати більш неформальні аргументи, наприклад «принцип неперервності», який стверджує, що те, що справедливе аж до якоїсь межі, справедливе і за цієї межі — принцип, який не мав не те що строгого доведення, але навіть задовільного формулювання. Спочатку це не позначалося негативно, оскільки інтуїція Енрікеса була досить тонкою, щоб його твердження виявилися насправді істинними, і використання таких міркувань дозволило йому висувати дещо спекулятивні результати про алгебричні поверхні. На жаль, приблизно від 1930 і далі під керівництвом Севері стандарти строгості розмилися ще сильніше, аж до тієї міри, що результати виявлялися не просто недостатньо обґрунтованими, але навіть безнадійно хибними. Наприклад, 1934 року Севері заявив, що простір класів раціональної еквівалентності циклів на алгебричній поверхні скінченновимірний, але 1968 року Мамфорд показав, що це хибне для поверхонь додатного геометричного роду; або, наприклад, 1946 року Севері опублікував статтю, в якій проголосив доведення того, що поверхня степеня 6 у тривимірному просторі має не більше 52 особливих точок, але секстика Барта має 65 особливих точок. Севері не погоджувався з неадекватністю своїх аргументів, що спричинило гострі суперечки щодо статусу деяких результатів.
До 1950 стало занадто складно говорити, які із заявлених результатів були коректними, і неформальна інтуїтивна школа алгебричної геометрії остаточно занепала через свої слабкі основи. Приблизно від 1950 по 1980 докладалися значущі зусилля до того, щоб урятувати від остаточного краху якомога більше тверджень, надавши їм строгого алгебричного стилю алгебраїчної геометрії, заснованої Вейлем і Зарицьким. Зокрема, в 1960-х Кодайра і Шафаревич з його учнями переписали класифікацію Енрікеса алгебричних поверхонь більш строго, а також поширили її на всі компактні комплексні поверхні; у 1970-х Фултон і Макферсон поставили класичні обчислення теорії перетинів на строгий ґрунт.